# Cratere Bryce
Bryce  è un cratere sulla superficie di Venere. Il cratere è intitolato a Lucy Brice, medico ed ematologa australiana.